# Gloster Grouse
Gloster Grouse là một loại máy bay tiêm kích hai tầng cánh thử nghiệm của Anh trong thập niên 1920.

## Quốc gia sử dụng
Thụy Điển
- Không quân Hoàng gia Thụy Điển

## Tính năng kỹ chiến thuật (Grouse II)
Dữ liệu lấy từ Gloster Aircraft since 1917 
Đặc điểm tổng quát
- Kíp lái: 2
- Chiều dài: 20 ft 4 in (6,19 m)
- Sải cánh: 27 ft 10 in (8,47 m)
- Chiều cao: 9 ft 5 in (2,86 m)
- Diện tích cánh: 205 ft² (19 m²)
- Trọng lượng rỗng: 1.395 lb (619 kg)
- Trọng lượng có tải: 2.118 lb (960 kg)
- Động cơ: 1 × Armstrong Siddeley Lynx, 185 hp (138 kW)

 Hiệu suất bay 
- Vận tốc cực đại: 120 mph (104 knot, 193 km/h) trên mực nước biển
- Trần bay: 18.000 ft (5.500 m)
- Tải trên cánh: lb/ft² (kg/m²)
- Công suất/trọng lượng: hp/lb (W/kg)
- Thời gian bay: 3,75 h
- Lên độ cao 10.000 ft (3.050 m): 17 phút